# Aphanobelodon
Aphanobelodon (лат.) — вымерший род хоботных из семейства Amebelodontidae. Ископаемые остатки обнаружены в отложениях среднего миоцена.

## Таксономия
Голотип — полный череп взрослой самки, а паратипы включают в себя остатки другой взрослой самки, взрослого самца, четырёх половозрелых особей и трёх детёнышей. Это один из немногих видов хоботных, у которого отсутствуют верхние бивни — черта, ранее считавшаяся уникальной для Deinotheriidae.
Родовое название происходит от слов aphano, означающего «невидимый», и belodon, означающего «передний зуб». Видовое название типового вида Aphanobelodon zhaoi дано в честь Руна Чжао, который обнаружил и раскопал образцы.